# Murailles gallo-romaines de Saint-Lizier
Les murailles gallo-romaines de Saint-Lizier sont un rempart gallo-romain en pierre situé sur la commune de Saint-Lizier, dans le département de l'Ariège, en France.

## Situation
Les murailles gallo-romaines se trouvent en pourtour de la ville haute.

## Description
Elles sont conservées en quasi-totalité car elles ont servi d’appui à de nombreux édifices, notamment au rempart médiéval, au palais des évêques de Couserans, à la cathédrale Notre-Dame-de-la-Sède attenante et à diverses maisons médiévales et modernes de la cité. Ses dimensions sont de 740 mètres de long, 8 mètres de hauteur et 2 mètres d'épaisseur. La muraille est ponctuée de 12 tours, 6 carrées et 6 rondes dont 10 subsistent en partie. Le pourtour prend la forme d'un D, la partie droite au sud et la partie bombée au nord. Le grand axe intérieur mesure 265 m de l'est à l'ouest et le petit 150 m du nord au sud.

## Historique
Les murailles gallo-romaine de Saint-Lizier dateraient de la fin du IVe siècle et entourent la partie haute de la Cité. Elles sont considérées par les spécialistes comme un des remparts antiques les mieux conservés du Midi de la France.
Elles font l’objet d’un classement au titre des monuments historiques par l'arrêté du 11 décembre 1912 et font partie des sites des Chemins de Compostelle en France inscrits au patrimoine mondial de l'UNESCO en 1998.

## Galerie

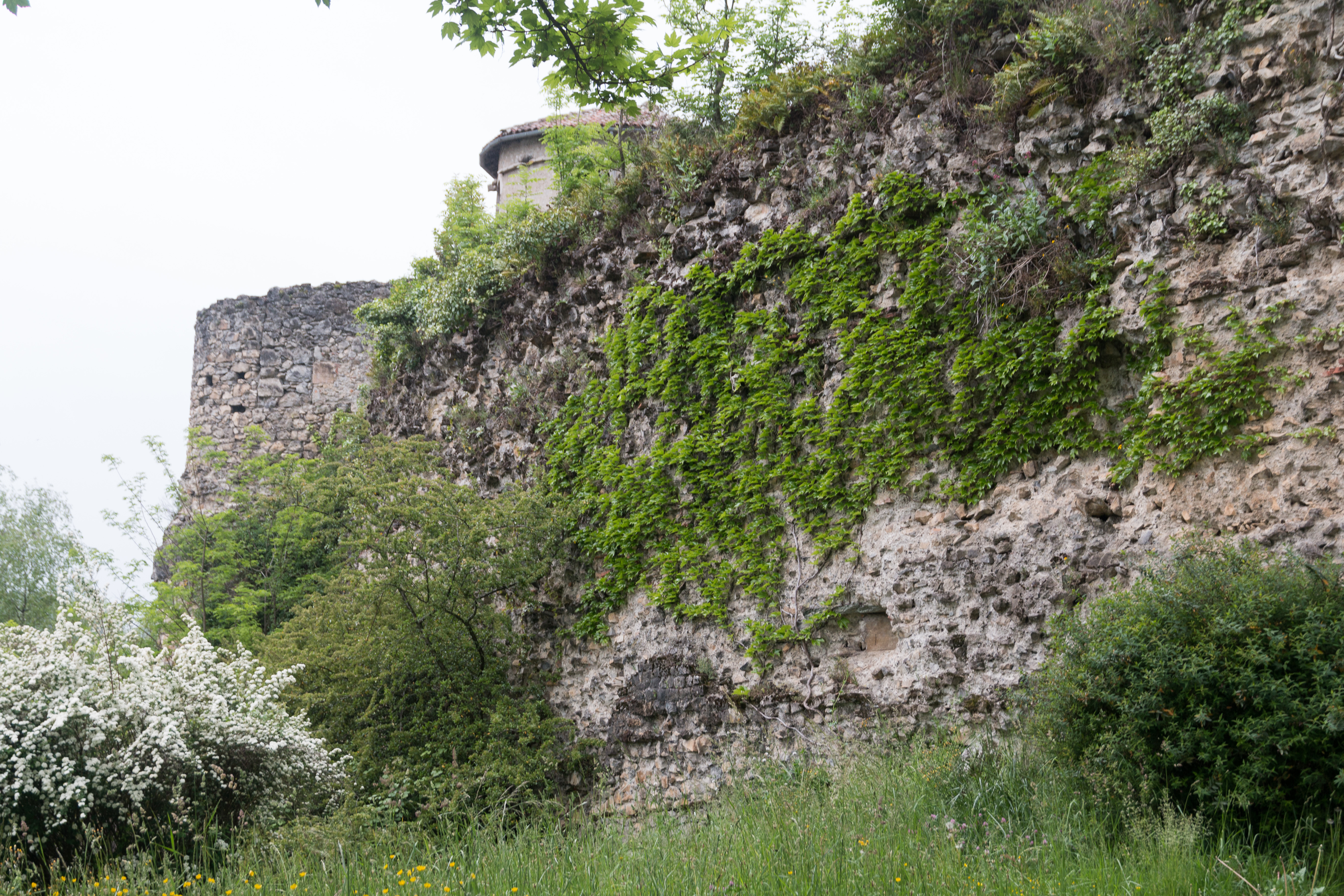
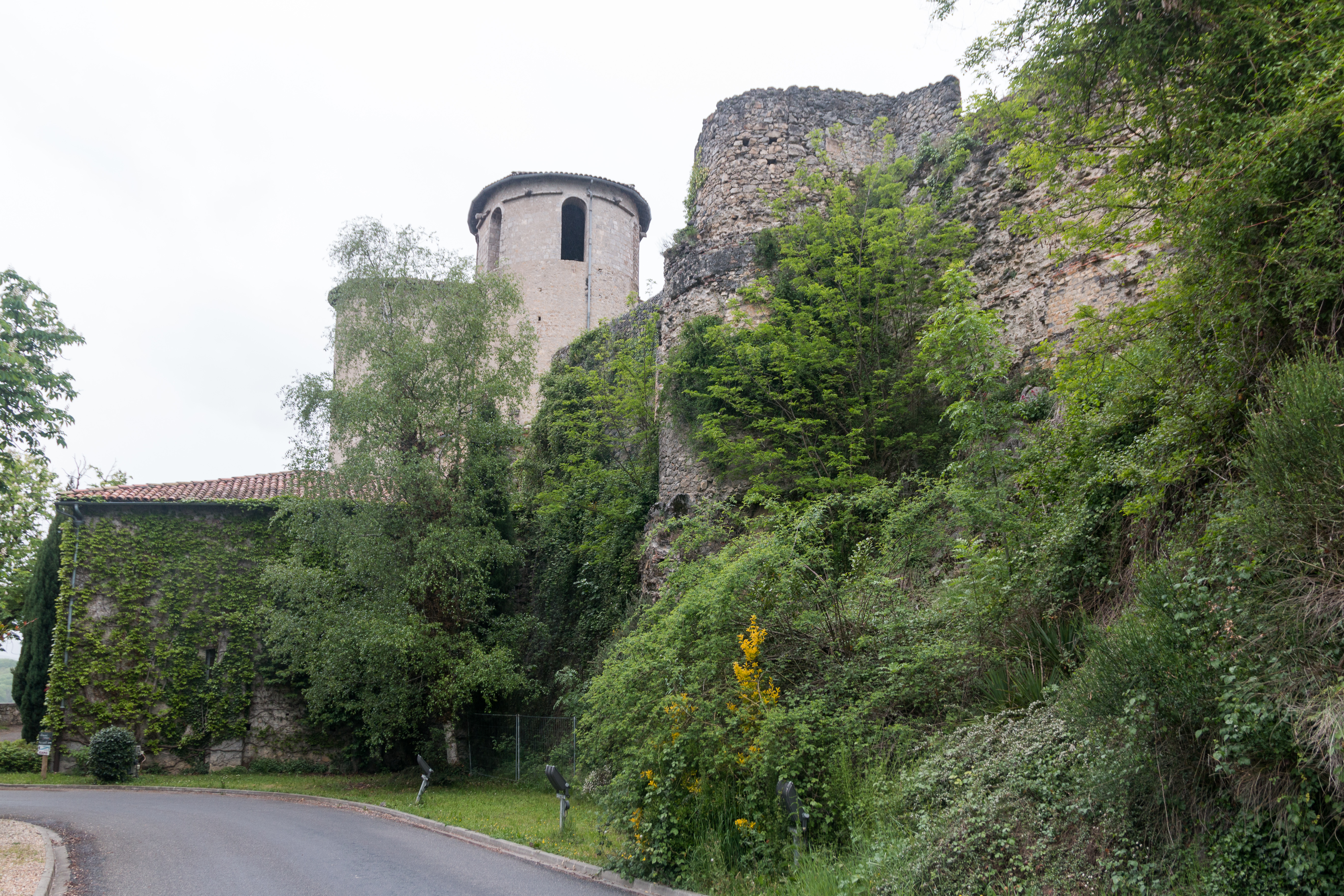
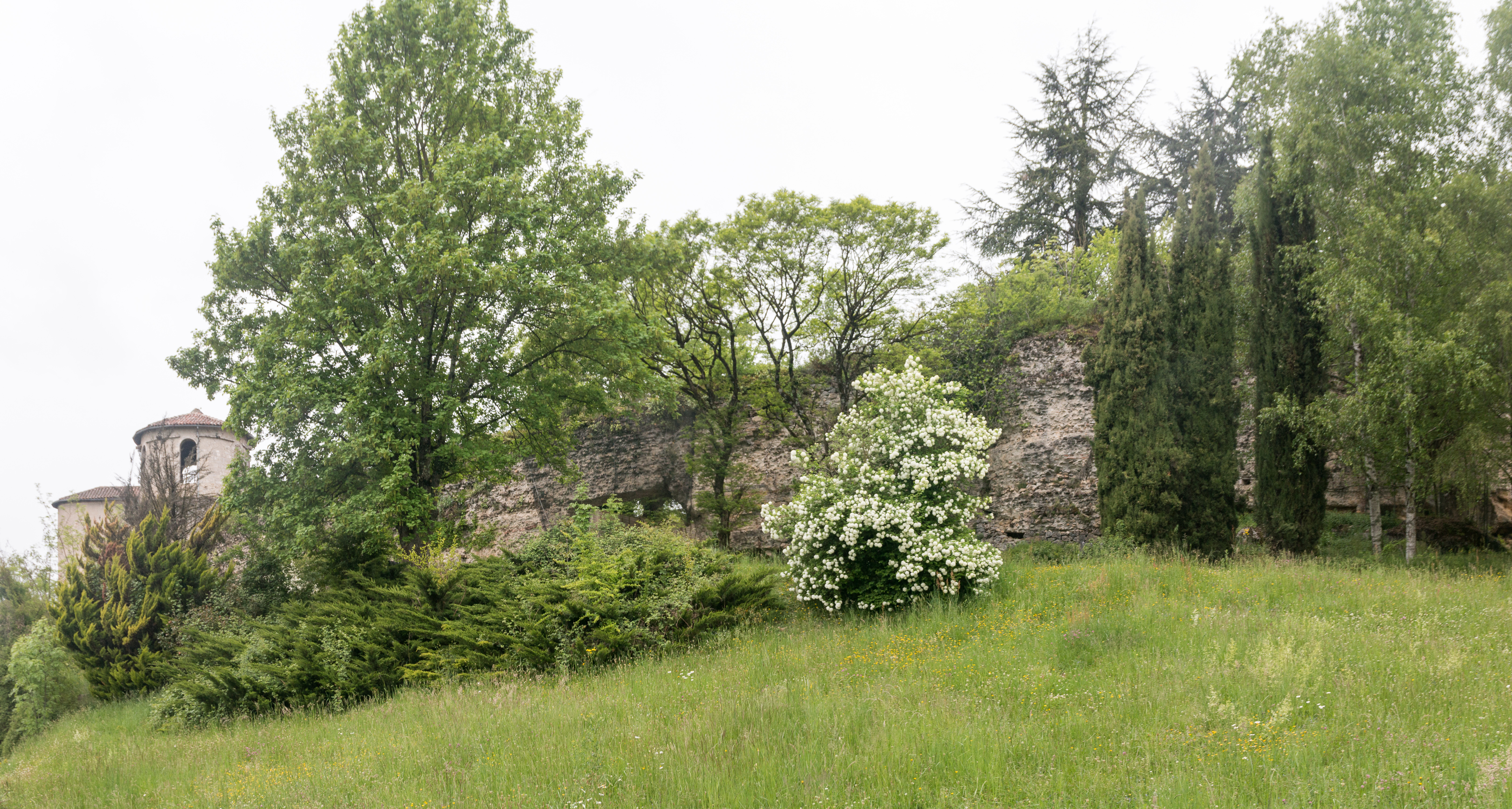
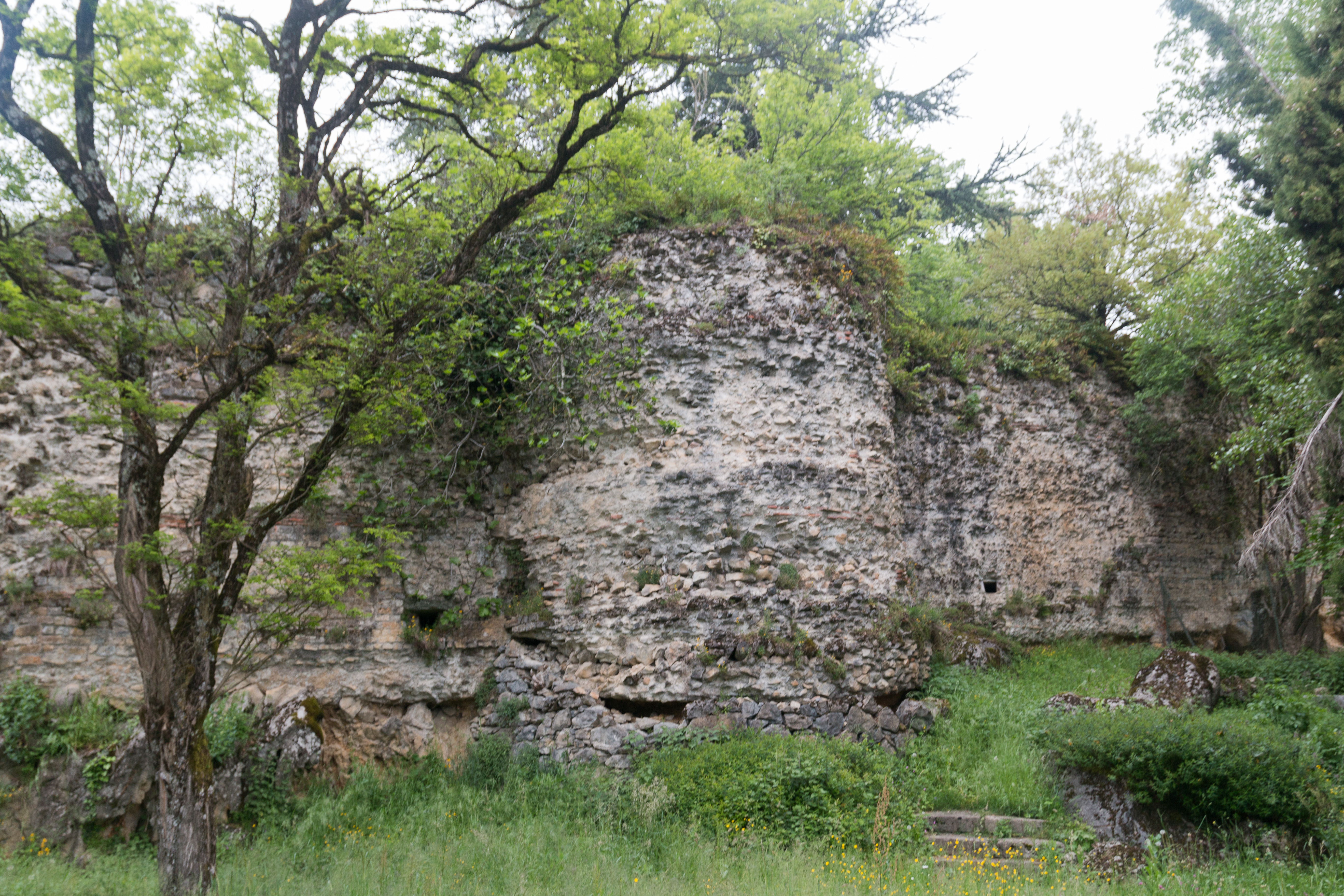
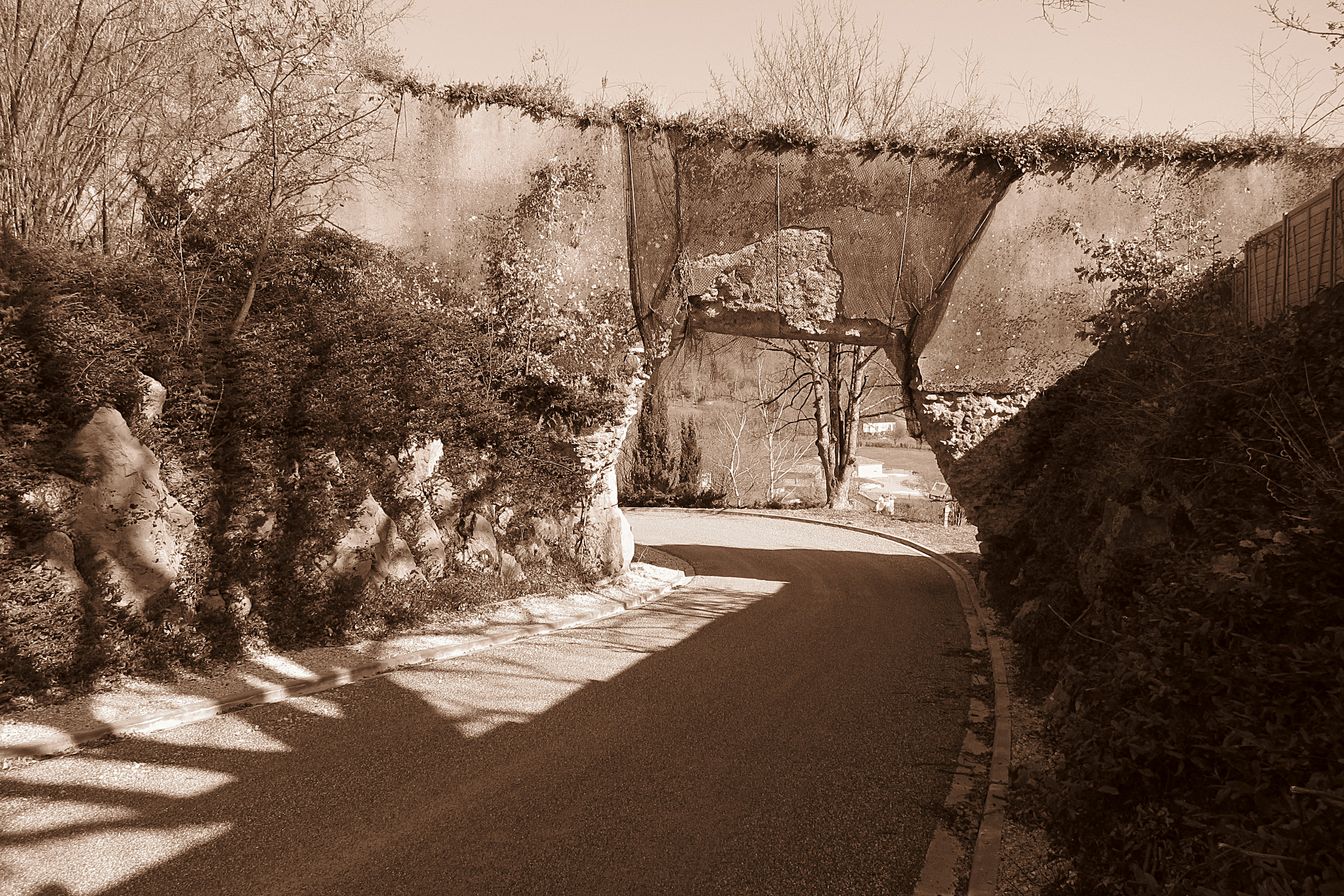
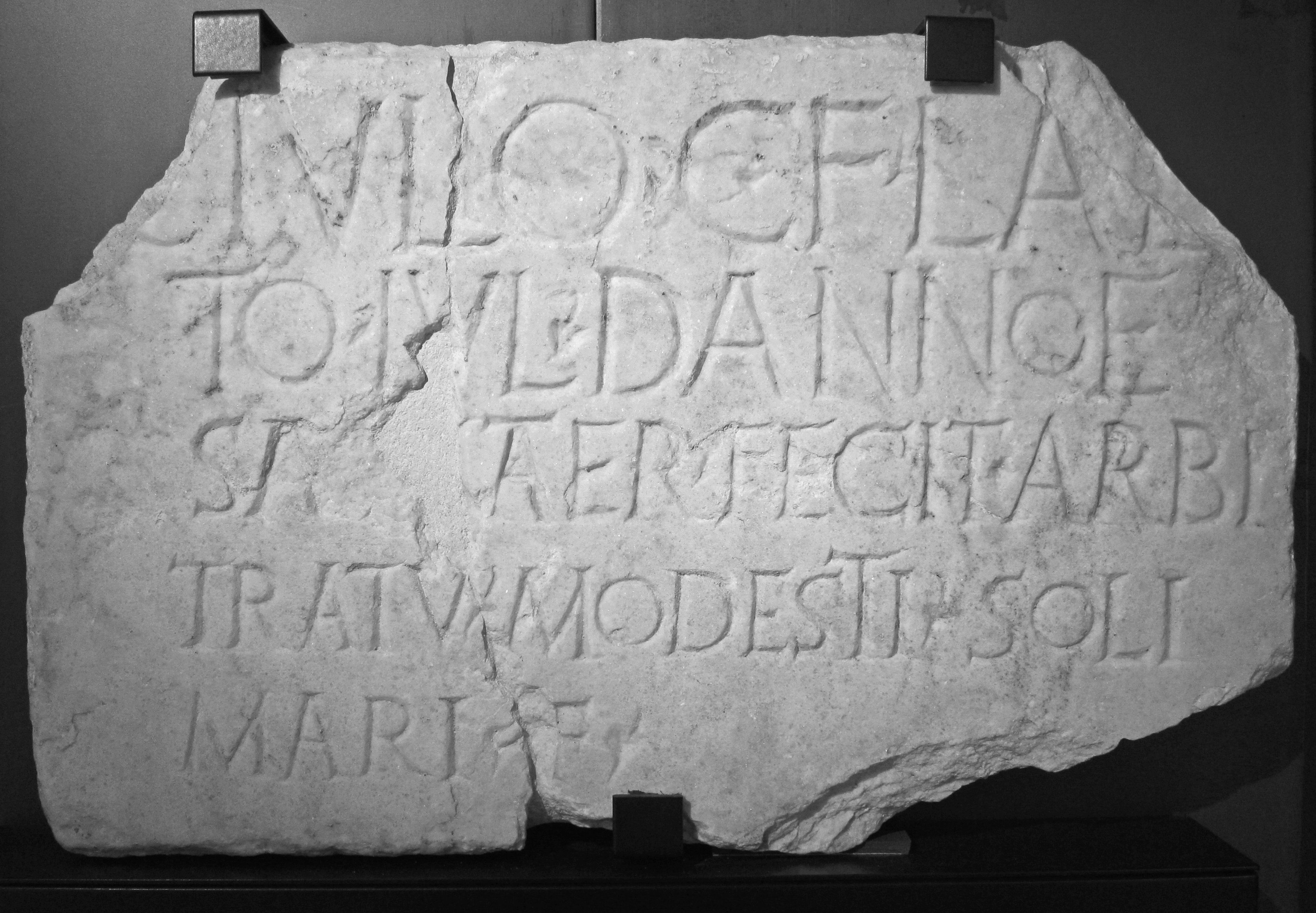
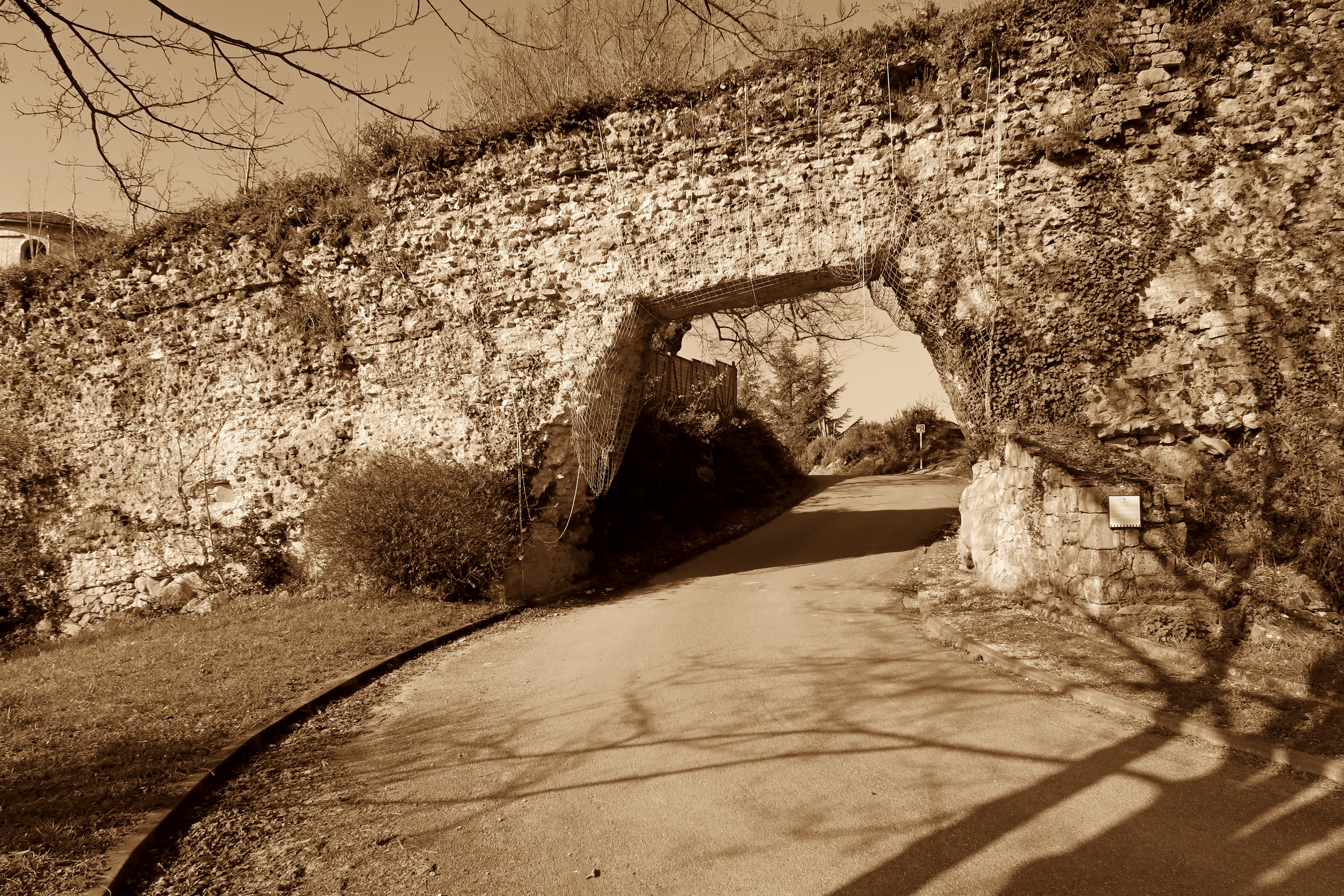
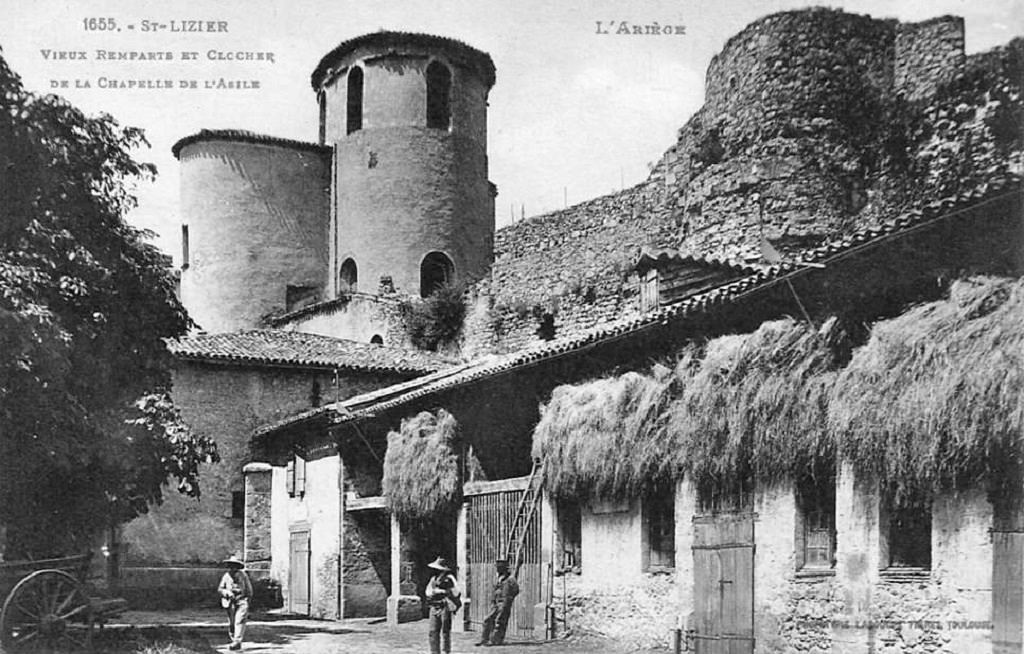